# 1983 UC
1983 UC är en asteroid i huvudbältet som upptäcktes den 16 oktober 1983 av den tjeckiske astronomen Zdeňka Vávrová vid Kleť-observatoriet.
Den tillhör asteroidgruppen Flora.